# Parahormius iphitus
Parahormius iphitus är en stekelart som beskrevs av Nixon 1940. Parahormius iphitus ingår i släktet Parahormius och familjen bracksteklar. Inga underarter finns listade i Catalogue of Life.